# Ammophila albotomentosa
Ammophila albotomentosa là một loài côn trùng cánh màng trong họ Sphecidae, thuộc chi Ammophila. Loài này được Morice miêu tả khoa học đầu tiên năm 1900.